# Theta
La theta és la vuitena lletra de l'alfabet grec. En majúscula: Θ (o ϴ); en minúscula: θ (o ϑ).
Té un valor numèric de 9.
La minúscula s'usa com a símbol de:
- Un angle pla en geometria.
- És una de les coordenades esfèriques
- En AFI representa el so de la fricativa interdental sorda, el mateix so de la Z castellana en castellà estàndard, o del dígraf TH en anglès en algunes paraules com thing, o de la Θ en grec modern.